# Marinstaden

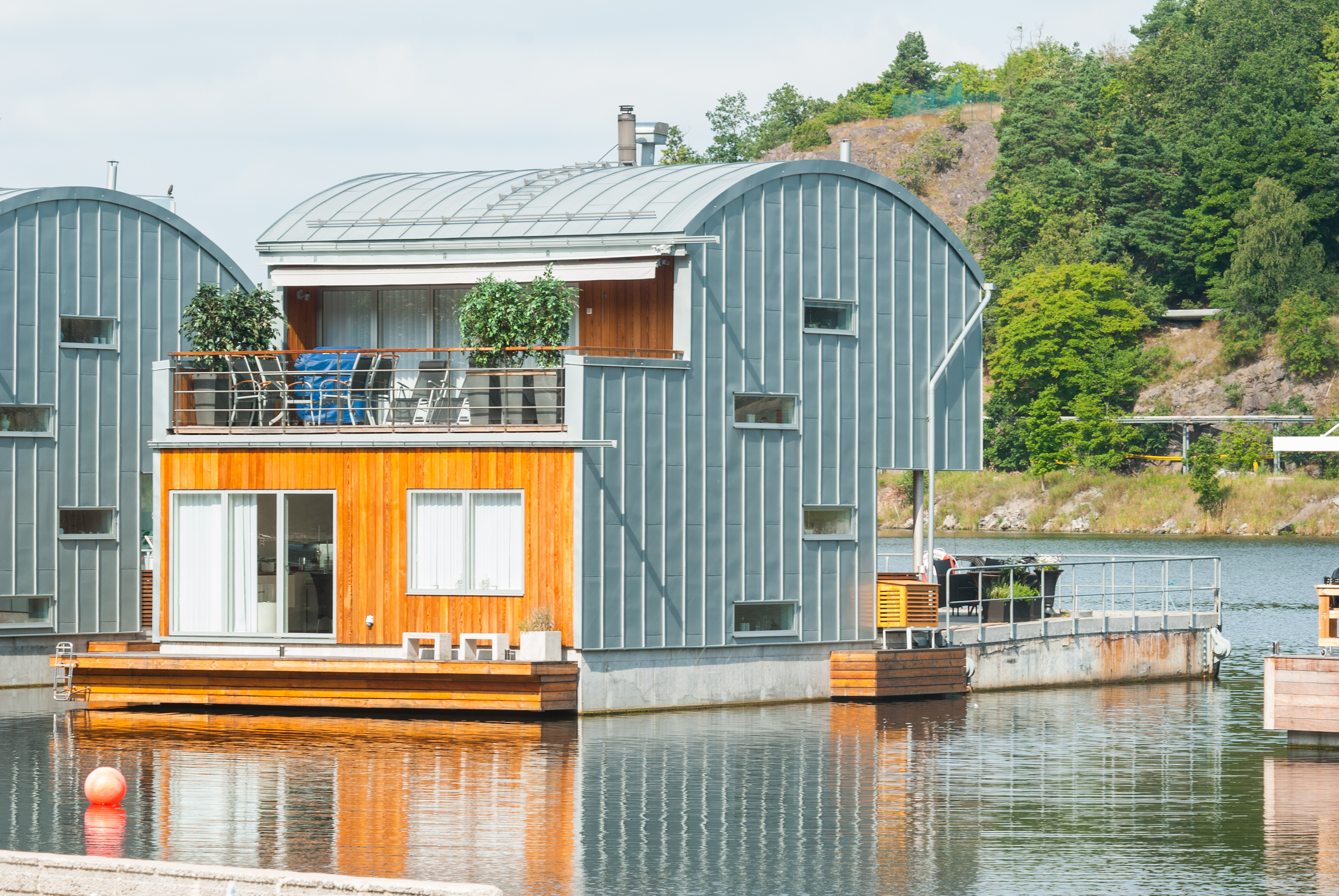
Villa i Marinstaden, juli 2012.

Marinstaden är ett bostadsområde med boende på vatten som ligger i Ryssviken nedanför Ryssbacken, på Svindersvikens södra sida i Nacka kommun.
År 1999 började planeringen för det nya bostadsområdet Det är anlagt i en gammal hamnanläggning vid Svindersvikens södra sida, inte långt från Nacka strand. Hamninloppet som i folkmun fick namnet "de döda skeppens vik" präglades tidigare av utrangerade fartyg och rostiga pråmar. Sedan 1999 ersätts de gamla vraken av flytande fastighetsbildningar byggda på "osänkbara" betongplattformar.
Sammanlagt planeras 54 bostäder. Området är tänkt att bestå av fristående villor, parhus samt bostadsrättslägenheter med bostadsytor från ca 100 m2 till 200 m2. Huvuddelen av bostäderna ska byggas på flytande pontoner och ansluts till det kommunala el- och vvs-nätet. Villorna tillverkas i Tallinn och skeppas på pråmar till sin liggplats i Svindersviken. De första familjerna har flyttat in. På vintern 2009/2010 fanns där sju flytande bostadsenheter.
I mars 2013 försattes bolaget bakom satsningen, Marinstaden AB, i konkurs vid Stockholms tingsrätt.
För närvarande finns i Stockholms län ett liknande boende på vatten vid Pampas Marina i Solna. HSB har också köpt in tre vattenfastigheter 800 meter nordväst om  Marinstaden, med avsikten att bygga ett flytande bostadsområde i samma storleksordning.
År 2018 färdigställdes ett nytt bostadshus, kallat Sjöhuset, i anslutning till vattnet med 45 lägenheter. Huset ritades av arkitekt Thomas Sandell och uppfördes på den tidigare parkeringsplatsen.

## Bilder

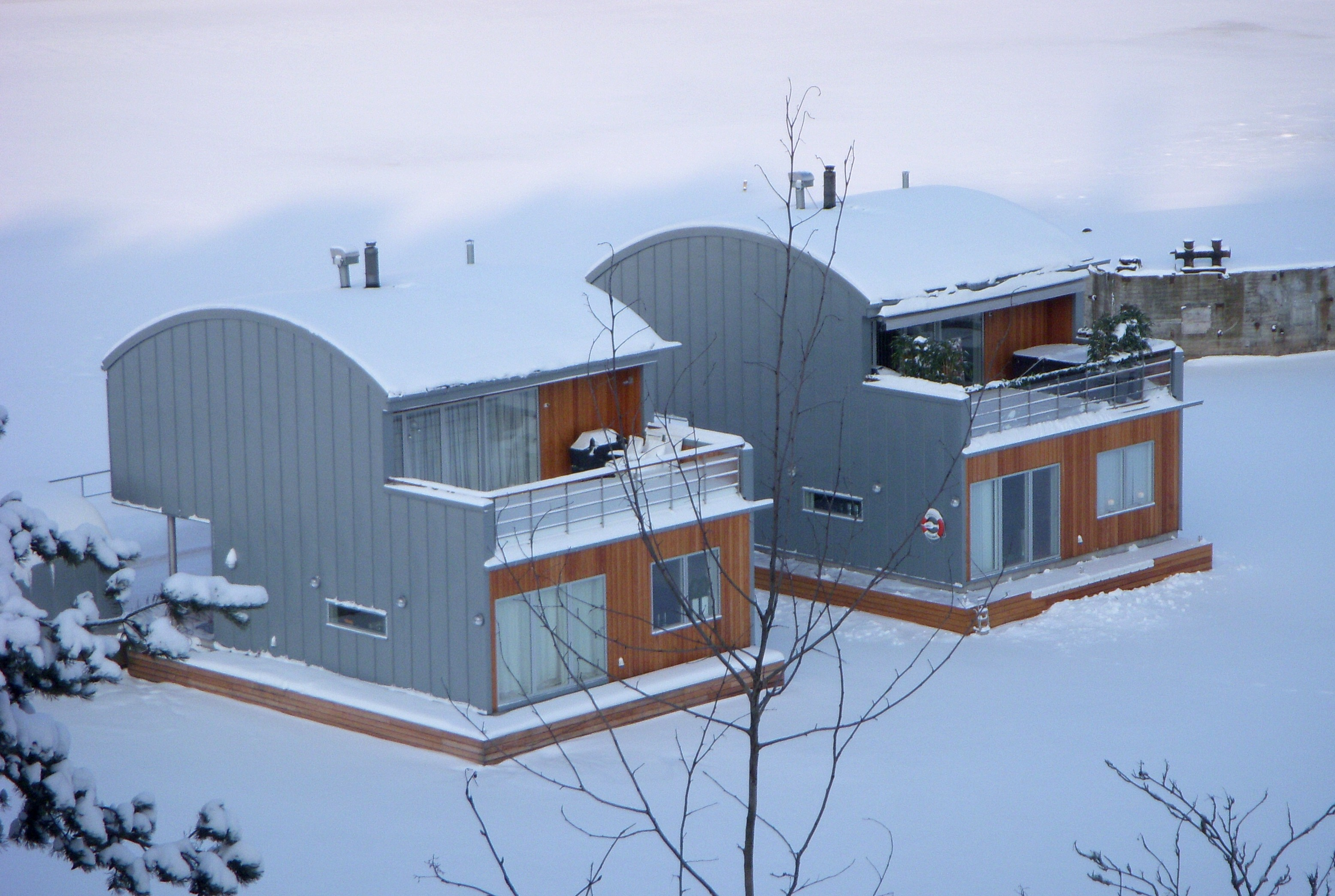
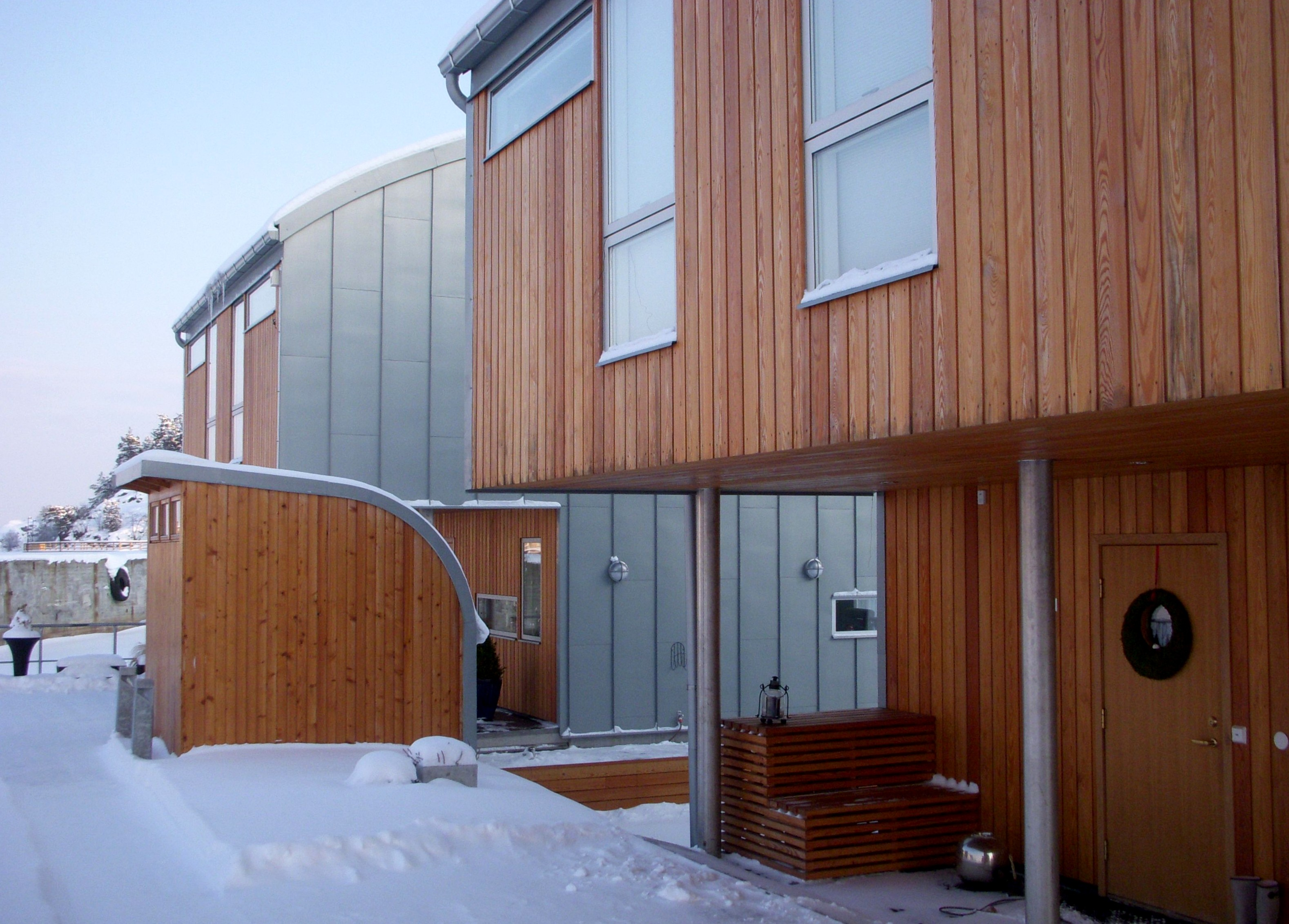
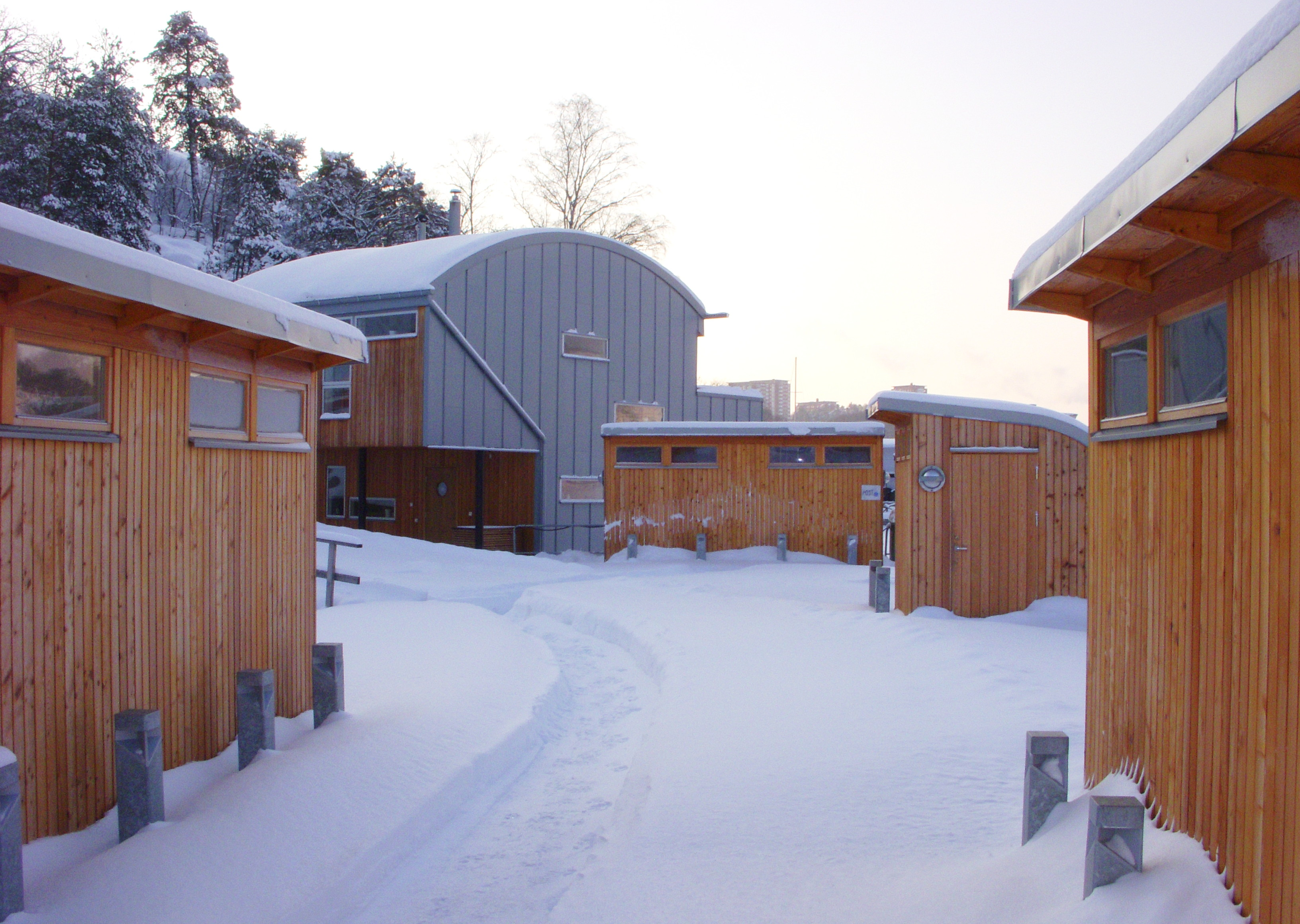
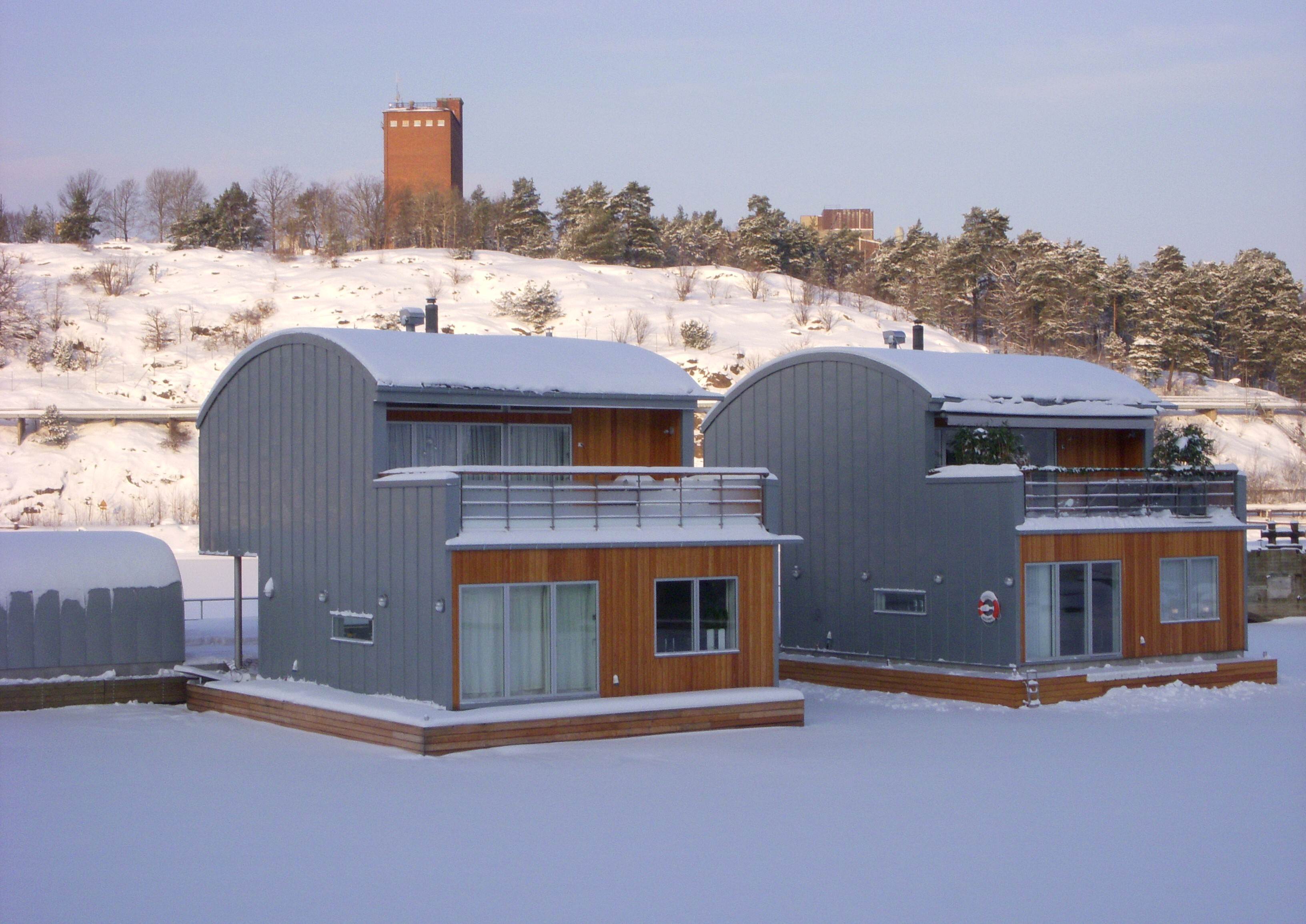

Marinstaden i januari 2010